# Regolamentazione aeronautica
La regolamentazione aeronautica (in lingua inglese, Air Law) può essere definita come la disciplina che gestisce la parte tecnico-operativa del volo.

Essa, oltre alle altre materie quali navigazione, meteorologia, comunicazioni, medicina aeronautica, fisica del volo, costituisce la base essenziale per condurre un volo in modo regolare, veloce e sicuro.
Le moltissime norme che regolano la materia definiscono standard, procedure, obblighi, essenziali alla gestione della moderna aviazione.
Tra le principali fonti normative della regolamentazione aeronautica vi sono gli Annessi ICAO che al loro interno contengono standard e pratiche raccomandate e i documenti discendenti.

In termini essenziali, la regolamentazione aeronautica trae origine dalle norme emanate dalle Organizzazioni internazionali che operano nel settore quali, appunto, l'ICAO, la JAA, EASA, etc. e le autorità nazionali di vigilanza (NSA) che integrano e, ove necessario, adattano nazionalmente le normative internazionali. Tra le NSA, a titolo d'esempio, si ricordano per gli Stati Uniti la Federal Aviation Administration, per la Gran Bretagna la Civil Aviation Authority per la Cina l'Amministrazione dell'aviazione civile della Cina e, per l'Italia, l'Ente nazionale per l'aviazione civile.
La regolamentazione aeronautica disciplina vari settori quali:
- Licenze necessarie per il personale del settore quale navigante (aviatore), addetto ai servizi di navigazione aerea, manutentore, medico aeronautico;
- Regole dell'aria: Regole di volo generali, VFR e IFR
- Procedure strumentali (SID, STAR, Holding, Circling, procedure di avvicinamento strumentale)
- Procedure su piste parallele
- Radar
- Classificazione dello spazio aereo
- Servizi del traffico aereo
- Separazioni tra aeromobili
- Servizio informazioni aeronautiche (AIS - Aeronautical Information Service)
- Caratteristiche costruttive degli Aeroporti
- Luci aeronautiche
- Servizio di Ricerca e soccorso